# Edgar Department Stores
Edgar Department Stores was de naam van een Amerikaanse warenhuisketen, die actief was in New England. 

## Geschiedenis
Oorspronkelijk heette het "The Boston Store" en werd het in 1890 in Brockton, Massachusetts opgericht. Na een tweede verwoestende brand in minder dan twintig jaar kocht James Edgar, een immigrant uit Edinburgh, Schotland, zijn partner uit en heropende hij in een speciaal gebouwd, brandveilig gebouw de zaak als Edgar's in Brockton, Massachusetts. 

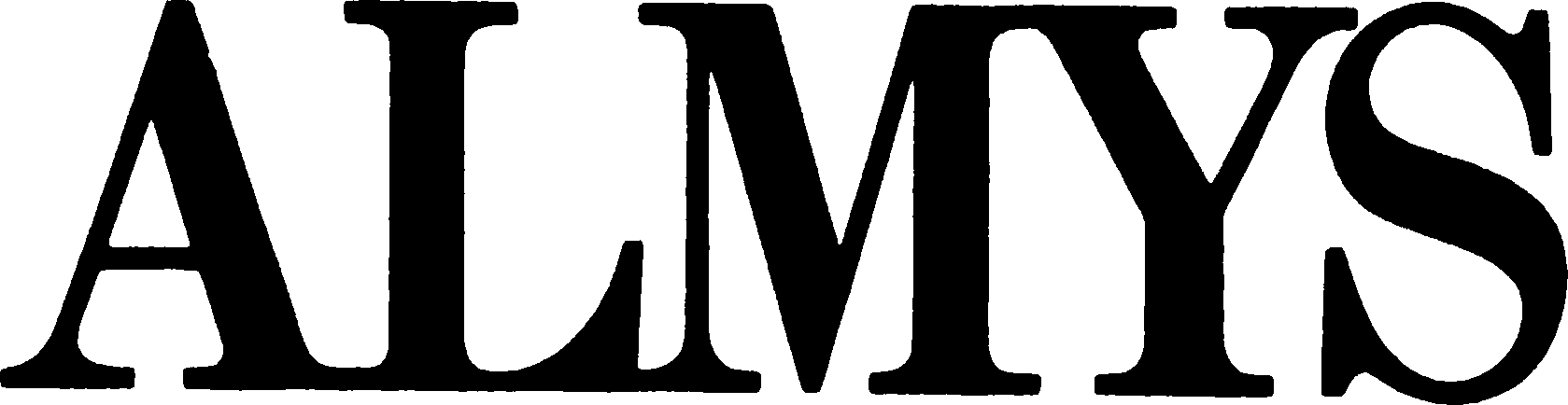
Almys-logo

Vanaf 1890 verkleedde James Edgar zich elke december als de Kerstman om de kinderen van de winkelende mensen te vermaken. Zo werd hij de eerste Kerstman van een warenhuis. Met de trein kwamen gezinnen uit Boston en Providence naar Edgar om de Kerstman te zien. Begin jaren 1960 werd Edgar's gekocht door Almy, Bigelow en Washburn, Inc. Het bedrijf runde warenhuizen onder verschillende namen in het oosten van Massachusetts. Halverwege de jaren 1970 werden sommige winkels omgedoopt tot "Almy's."
De winkel verkocht kleding, huishoudelijke artikelen, sieraden, cosmetica en wat speelgoed. Op het balkon bevond zich de Portretsalon van Edgar. Alle vestigingen waren voorzien van opvallend heldergroen tapijt, een van de handelsmerken van de winkels.
Edgar's was op minstens drie andere locaties actief: één in Fall River, Massachusetts, één in de Dartmouth Mall in Dartmouth, Massachusetts, en één in de Swansea Mall in Swansea, Massachusetts.
Jarenlang hadden de winkels moeite om te concurreren met winkelketens als Bradlees, Ames, Zayre's en Mammoth Mart, terwijl ze toch de 'warenhuis-status' wisten te behouden. Dit, samen met de weigering van het bedrijf om stadscentra te verlaten voor (inmiddels) populaire winkelcentra, dwong het bedrijf om uitstel van betaling aan te vragen. Later werd het  bedrijf overgenomen door Bradlees, die de meeste Almy-winkels sloot. Rond de eeuwwisseling ging Bradlees failliet en werd gesloten.
Edgar's sloot in 1989 haar deuren in de Swansea Mall.